# Xã Bennington, Quận Morrow, Ohio
Xã Bennington (tiếng Anh: Bennington Township) là một xã thuộc quận Morrow, tiểu bang Ohio, Hoa Kỳ. Năm 2010, dân số của xã này là 3.102 người.